# 1967 у футболі
Нижче наведені футбольні події 1967 року у всьому світі.

## Засновані клуби
- АЗ (Нідерланди)
- Актобе (Казахстан)
- Тобол (Костанай) (Казахстан)
- Філкір (Ісландія)

## Національні чемпіони
- Англія: Манчестер Юнайтед
- Аргентина: Індепендьєнте (Авельянеда)
- Італія: Ювентус
- Іспанія: Реал Мадрид
- Парагвай: Гуарані (Асунсьйон)
- СРСР: Динамо (Київ)
- ФРН: Айнтрахт (Брауншвейг)
- Шотландія: Селтік